# Rus-M
Rus-M je predlagana ruska raketa, ki naj bi bila glavno rusko plovilo s človeškimi posadkami po letu 2018. Nadomestila bi trenutno plovilo Sojuz. Rus-M razvija biro TsSKB-Progress. S programom so začeli leta 2009 in ga zaustavili oktobra 2011. Glavni mož ruske vesoljske agencije, Vladimir Popovkin, je izjavil, da ni potrebe po novem plovilu in lahko še naprej uporabljamo trenutni Sojuz.
Roscosmos je zahteval od novega plovila, da bo zelo varen, z možnostjo varne rešitve posadke v kateremkoli delu leta, še posebej pri izstrelitvi. Raketa naj bi bila osnova za bodoče težke rakete s kapaciteto 50-60 ton in super težke s kapaciteto 130-150 ton.
Rus-M bo za prvo stopnjo uporabljal tri Energomash RD-180 na kerozin in kisik, za drugo stopnjo pa štiriRD-0146 na vodik in kisikRaketa naj bi dvignila 23,8 ton težak tovor v nizkozemeljsko orbito, 18,8 ton s človeško posadko v malo višjo orbito, 7 ton v geostacionarno transferno orbito in 4 tone v geostacionarno orbito

## Tehnične specifikacije
- Status:	preklican 2011,
- Višina:	61,1 m
- Premer: 11,6 m
- Masa:	673000 kg
- Kapaciteta: 23.800 kg do nizko zemeljske orbite
- Kozmodrom: Vostočni

- Prva stopnja
- Motorji: 3x RD-180
- Potisk:	4,15 MN (933400 lbf) vsak
- Specifični impulz: 338 sekund
- Gorivo:	tekoči kisik (LOX) in Kerozin (RP-1)

- Druga stopnja
- Motorji:	4 RD-0146
- Potisk:	392.4 kN vsak
- Specifični impulz: 463 sekund
- Gorivo:	tekoči kisik (LOX) in tekoči vodik (LH2)